# 江白 (1963年)
江白（藏語：འཇམ་དཔལ，威利转写：vjam dpal，1963年10月—），男，藏族，西藏林周人，中华人民共和国政治人物，现任西藏自治区人民政府副主席。

## 延伸阅读
[在维基数据编辑]